# Municipio de Clay (condado de Sullivan)
El municipio de Clay (en inglés: Clay Township) es un municipio ubicado en el condado de Sullivan en el estado estadounidense de Misuri. En el año 2010 tenía una población de 410 habitantes y una densidad poblacional de 2,9 personas por km².

## Geografía
El municipio de Clay se encuentra ubicado en las coordenadas 40°20′19″N 93°17′15″O / 40.33861, -93.28750. Según la Oficina del Censo de los Estados Unidos, el municipio tiene una superficie total de 141.19 km², de la cual 140,62 km² corresponden a tierra firme y (0,4 %) 0,57 km² es agua.

## Demografía
Según el censo de 2010, había 410 personas residiendo en el municipio de Clay. La densidad de población era de 2,9 hab./km². De los 410 habitantes, el municipio de Clay estaba compuesto por el 92,44 % blancos, el 3,66 % eran amerindios, el 0,24 % eran isleños del Pacífico, el 1,46 % eran de otras razas y el 2,2 % eran de una mezcla de razas. Del total de la población el 4,88 % eran hispanos o latinos de cualquier raza.